# Кліта
Кліта (дав.-гр. Κλείτη, іноді Кліте) — персонаж давньогрецької міфології, дочка Меропа, царя фригійського міста Перкота, дружина Кізіка, царя Арктіона племені доліонів (Пелопоннес). 
На весіллі Кліти та Кізіка були присутні аргонавти, які досягли царства Кізіка по дорозі в Колхіду за золотим руном. Після завершення свята аргонавти ґречно попрощалися з молодятами і попрямували у відкрите море, взявши курс на Босфор, однак через північно-східний вітер, що зненацька налетів, зійшли з курсу і пристали у суцільній темряві до берега, де на них напали. Лиши убивши декількох нападників і звернувши на біг інших, аргонавти виявили, що билися з доліонами, які прийняли в темряві аргонавтів за піратів, і благородний цар Кізік, на чийому весіллі вони тільки що гуляли, лежить мертвий під ногами Ясона. Дізнавшись про смерть чоловіка, Кліта збожеволіла і повісилася. Німфи місцевого гаю плакали так жалібно, що з їхніх сліз утворилося джерело, яке носить ім'я Кліти.